# Ustrój lenny
Ustrój lenny (także system lenny) – ujęta w sztywne normy prawne struktura powiązań między wasalami i seniorami, oraz między feudałami a monarchą, charakterystyczna dla większości państw zachodnioeuropejskich z okresu pełnego średniowiecza. W historiografii ustrój lenny długo był mylony z samym feudalizmem.
Obecnie panuje pogląd, że ustrój lenny jest pojęciem węższym od feudalizmu, prawną formą organizującą niektóre stosunki feudalne, a jej istnienie nie pokrywa się w całości ani z czasem trwania feudalizmu, ani z miejscem jego funkcjonowania.
Zręby ustroju lennego powstały z połączenia dwóch, początkowo niezależnych, instytucji rozwiniętych w prawie frankijskim, tj. wasalstwa i beneficjum. Czas i miejsce połączenia są przedmiotem dyskusji. Ustrój był oparty na obowiązywaniu prywatnych kontraktów lennych. Powszechność ich zawierania zaowocowała pojawieniem się hierarchicznej struktury społecznej.

## Funkcjonowanie ustroju lennego

### Na kontynencie
Na górze hierarchicznej struktury społecznej stali seniorzy niebędący wasalami (tzw. suzereni; zazwyczaj monarchowie), poniżej ich wasale (książęta, hrabiowie), następnie wasale kolejnych stopni (rycerze). Mieszczanie i kmiecie (chłopi), znajdujący się w dolnej części hierarchii społecznej, byli wasalami rycerza bądź innego lokalnego władcy. Elementy stosunków lennych, np. stosunek wójta miasta albo sołtysa wsi do właściciela zwierzchniego majątku odpowiadał stosunkowi wasala do seniora, ale również użytkową własność gospodarstwa chłopskiego, a także grunty mieszczańskie przyrównywano do własności lennej niższego rzędu.
Hierarchia ta powstała w czasie utożsamienia prawa publicznego z prywatnym, stąd kompetencje władzy (instytucji publicznej) były zawłaszczane przez kolejnych lenników (instytucje prywatne), którzy byli pierwotnie osadzeni jako lokalni urzędnicy, dysponujący pełnią władzy. To prowadziło do rozdrobnienia administracji publicznej, decentralizacji władzy i rozbicia jedności państwa,  jak np. w Świętym Cesarstwie Rzymskim.
Nie była to jednak prosta hierarchia, porównywalna z dzisiejszym podziałem administracyjnym, gdzie jednostka niższego rzędu podlega jednej jednostce wyższego rzędu. Częstokroć jedna osoba, poddana różnym wasalom, dzierżyła lenna znajdujące się na różnych szczeblach hierarchii; była jednocześnie seniorem i wasalem tej samej osoby itd. Tak też król Francji był wasalem swojego wasala, opata Saint Denis, i seniorem suzerena angielskiego. Także we Francji występowali feudałowie-lennicy króla Francji i jednocześnie króla Anglii lub cesarza I Rzeszy.
Powodowało to praktyczne konflikty lojalności, gdy wasal był zobowiązany udzielić pomocy swoim seniorom, prowadzącym wojnę przeciwko sobie. Tak powstało zastrzeżenie hommagium ligium, w którym wasal określał, któremu seniorowi nie udzieli pomocy w wypadku takiej wojny.
Ustrój lenny był jednocześnie przyczyną i formą daleko posuniętej anarchii i decentralizacji w okresie rozdrobnienia feudalnego.
Anarchię pogłębiał fakt, iż stosunki między władzą centralną, publiczną, która powinna mieć możliwie najszersze kompetencje, a poszczególnymi ośrodkami władzy terytorialnej sprowadzały się do ram określonych w kontraktach lennych, wymagających regularnego odnawiania z powodu zmiany osoby wasala lub seniora. Tak zanikała władza suzerena nad wasalami niższych stopni. Wyrażała to zasada wasal mojego wasala nie jest moim wasalem.

### Ustrój lenny w Anglii
Rozwinął się po inwazji normandzkiej. Szereg swoistych cech różnił go od typu kontynentalnego. W większości cechy te, zapobiegające decentralizacji, były świadomie wprowadzone przez monarchów angielskich i wspieranych przez normandzkich feudałów. W Anglii nie utożsamiono feudałów (earlów) z lokalnymi urzędnikami (szeryfami), hierarchia lenna była dwustopniowa (stopień wasali królewskich, tenentes in capite i ich wasali, subtenentes). Co istotne, wasali drugiego stopnia obowiązywały pewne świadczenia wobec króla, wykształciła się tam więc zasada wasal mojego wasala jest moim wasalem.

## Upadek znaczenia
Na kontynencie polityczne znaczenie hierarchii lennej upadło, gdy system pomocy wojskowej, udzielanej przez wasali, zastąpiono systemem wojska najemnego, powróciła silna władza centralna, przeważająca nad wasalami monarszymi (tak było we Francji) lub gdy wasale otrzymali szeroką autonomię (przykład I Rzeszy). Do końca feudalizmu prawo lenne obowiązywało wyłącznie w sprawach własności ziemskiej, gdyż inne sfery, które regulowało, przestały obowiązywać. W Anglii zaś lenno mogło znaleźć się w ręku nie-szlachcica i po pewnym czasie stosunki lenne ograniczyły się do roli tytularno-honorowej.